# Suchá nad Parnou

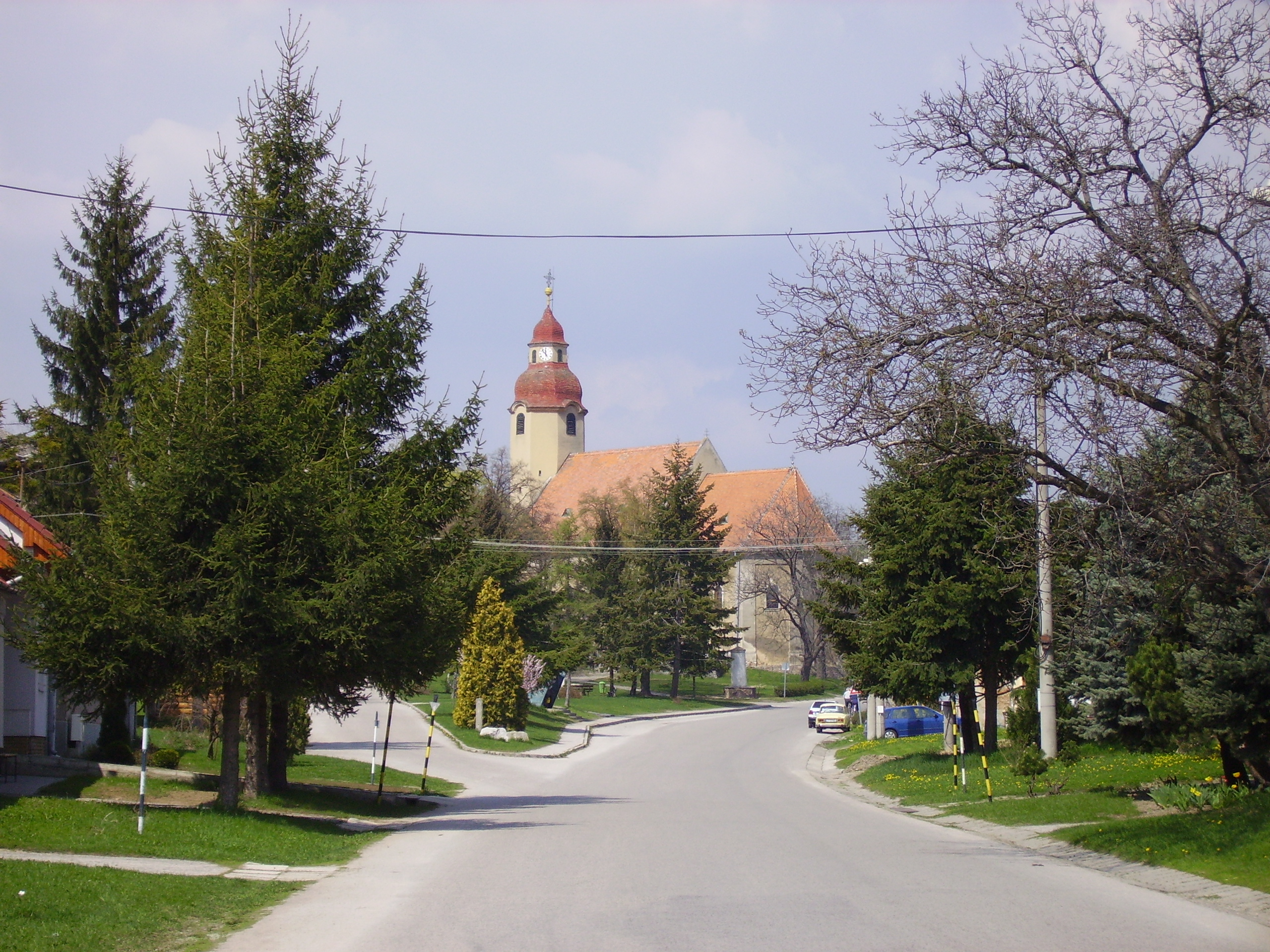
Suchá nad Parnou

Suchá nad Parnou (Hongaars: Szárazpatak) is een Slowaakse gemeente in de regio Trnava, en maakt deel uit van het district Trnava.
Suchá nad Parnou telt 1.900 inwoners.